# یواس‌اس دیل
یواس‌اس دیل ممکن است به یکی از موارد زیر اشاره داشته باشد:
- یواس‌اس دیل (ای‌جی-۱۳۱)
- یواس‌اس دیل (دی‌ال‌جی-۱۹)
- یواس‌اس دیل (دی‌دی-۲۹۰)
- یواس‌اس دیل (دی‌دی-۳۵۳)
- یواس‌اس دیل (دی‌دی-۴)
- یواس‌اس دیل (۱۸۳۹)